# Zarifa Ghafari
Zarifa Ghafari (in pashtu: ظریفه غفاری; Kabul, 1992) è una politica afghana, sindaco di Maidanshahr, Afghanistan, dal 2019 al 2021.
Tra le poche donne afgane ad essere state nominate sindaco, è anche la più giovane ad aver assunto questa carica all'età di 26 anni. Nonostante la nomina da parte del Presidente Ashraf Ghani risalga all'estate 2018, Ghafari ha potuto iniziare il suo mandato solo nel 2019.
Ha ricevuto riconoscimenti per i suoi sforzi nell'emancipazione femminile e nell'affermazione dei diritti delle donne in Afghanistan.  Ghafari è stata scelta come Donna di coraggio internazionale nel 2020 dal Segretario di Stato americano. È sopravvissuta a tre tentativi di omicidio.

## Biografia
Nata nel 1992 a Kabul, era la prima di otto figli nati da Abdul Wasi Ghafari, un colonnello dell'esercito afgano e comandante del Corpo per le Operazioni Speciali e da Khadija Zahra Ahmadi, Non le fu permesso di essere istruita, ma frequentò una scuola clandestina. L'istruzione è stata legalizzata nel 2001 dopo il rovesciamento del regime talebano. Ha dovuto frequentare di nuovo la Halima Khazan High School in segreto dopo che suo padre è stato mandato a lavorare a Paktia. I suoi genitori non volevano che lei frequentasse a causa di un attacco suicida alla scuola. È stata ricoverata in ospedale più tardi quando è stata coinvolta nell'esplosione di una bomba che ha ucciso il governatore provinciale.
Suo padre è stato ucciso dai militanti davanti alla sua casa a Kabul il 5 novembre 2020. Intanto Ghafari aveva proseguito gli studi  presso l'Università del Punjab a Chandigarh, in India, ma solo perché aveva ottenuto una borsa di studio. I suoi genitori le avevano già rifiutato di andare all'Università Shaikh Zayed perché non volevano che vivesse da sola. Si era laureata in economia e avrebbe potuto vivere a Chandigarh, ma aveva deciso di tornare a casa.
Nel luglio 2018 è stata ufficialmente nominata sindaco di Maidanshahr dal presidente in carica Ashraf Ghani; la sua nomina è stata poi convalidata dal Presidente della provincia di Vardak, che ha segnato la cerimonia del suo insediamento per il mese di dicembre dello stesso anno. L'inizio del suo mandato ha tuttavia subito un ritardo a causa dell'intervento di Haji Ghulam Mohammad, fratello del consigliere del Presidente Haji Mohammad Musa. Zarifa ha prestato giuramento come sindaco di Maidanshahr nel marzo 2019.
Nel suo primo giorno da sindaco, ha affrontato le molestie da parte di un gruppo di uomini che hanno assalito il suo ufficio intimandole di dimettersi dalla carica. Ha anche affrontato minacce di morte da parte dei talebani e dell'ISIS dopo aver assunto le sue funzioni di sindaco.
Durante il suo mandato ha introdotto una campagna contro l'abbandono dei rifiuti nella sua città ed è diventata un modello da seguire per altre donne. È sopravvissuta anche a diversi tentativi di omicidio; dopo che suo padre è stato ucciso da uomini armati il 5 novembre 2020, ha detto: "Sono i talebani. Non mi vogliono a Maidanshar. Ecco perché hanno ucciso mio padre". Il 15 agosto 2021, dopo la caduta di Kabul in mano ai talebani, disse: "Sono seduta qui ad aspettare che arrivino. Non c'è nessuno che aiuti me o la mia famiglia. Sto sola seduta con loro e mio marito. E verranno per le persone come me e mi uccideranno". Dopo la presa del governo da parte dei talebani, il 18 agosto Ghafari è riuscita a fuggire dal paese arrivando a Istanbul insieme al marito, alla madre e a cinque sorelle. In seguito si è stabilita a Bonn, in Germania.

## Riconoscimenti
È stata elencata tra le 100 donne stimolanti e influenti di tutto il mondo per il 2019 dalla BBC. Ghafari ha ricevuto anche il premio International Woman of Courage nel 2020 dal Segretario di Stato Mike Pompeo.

## Cultura di massa
Nel 2022 Netflix realizza un film documentario prodotto da Hillary e Chelsea Clinton, In Her Hands.